# Verbale Bewertung
Die verbale Bewertung ist eine sehr einfache, aber weit verbreitete Möglichkeit, verschiedene Lösungsansätze zu bewerten und hilft somit bei Entscheidungsfindungsprozessen. Dabei werden die Vor- und Nachteile der in Frage kommenden Alternativen intuitiv gegenübergestellt und die subjektiv gesehen beste Lösung gewählt. Sie kann sowohl mündlich in Form eines Interviews, als auch schriftlich mit Hilfe eines Fragebogens durchgeführt werden.

## Anwendung
Diese Bewertungsmethode wird meist bei einer Vorauswahl oder groben Abschätzung angewandt. Auch wenn Informationen nur schwer erhältlich und Bewerter ungeschult sind, ist diese Methode bestens geeignet. Zusätzlich eignet sich diese Methode bei zwei konträren Alternativen, bei denen die Vorteile der einen Alternative die Nachteile der anderen sind und umgekehrt. Für komplexe Entscheidungen ist es besser, auf andere Bewertungsverfahren zurückzugreifen. Jedoch wird diese Methode der bloßen intuitiven Entscheidung vorgezogen.

## Vor- und Nachteile
Als Vorteile der Methode wird genannt, dass diese einfach umzusetzen und universell einsetzbar ist. Es entsteht nur geringer Kosten- und Zeitaufwand, sie erfordert keine Vor- oder Spezialkenntnisse und ist somit schnell durchführbar.
Wichtige Nachteile sind, dass sie nur für einfache Probleme einsetzbar und keine Gewichtung der Ziele möglich ist. Es werden nicht für alle Varianten die gleichen Maßstäbe herangezogen; dadurch besteht die Gefahr von Fehlurteilen und die Entscheidung erfolgt oft anhand der Anzahl statt anhand der Qualität und Wichtigkeit der Vor- und Nachteile.

## Grafische Darstellung
Da eine möglichst hohe Transparenz gewährleistet sein soll, empfiehlt es sich, die verbale Bewertung übersichtlich zu strukturieren.
|               | Vorteile | Nachteile |
| ------------- | -------- | --------- |
| Alternative 1 |          |           |
| Alternative 2 |          |           |
| Alternative 3 |          |           |

## Alternativen
Es gibt auch eine Reihe anderer Methoden, um Lösungsansätze zu bewerten:
- Nutzwertanalyse
- Simulation
- Investitionsrechnung
- Amortisationsrechnung
- Kostenvergleichsrechnung
- Kosten-Wirksamkeits-Analyse
- Wirtschaftlichkeitsvergleich
- Kosten-Nutzen-Analyse
- Punktbewertung